# Pilar Lucio
María Pilar Lucio Carrasco (Plasencia, 11 de octubre de 1972) es una política española.

## Trayectoria
Natural de Plasencia, provincia de Cáceres, es licenciada en Ciencias Políticas y Sociología. Posteriormente cursó un máster en Consultoría de Gestión Estratégica de las Organizaciones. Miembro del PSOE, en julio de 2007 es nombrada consejera de Igualdad y Empleo de la Junta de Extremadura bajo la presidencia de Guillermo Fernández Vara. Cesó de su cargo tras las elecciones autonómicas de 2011 con la llegada al gobierno del PP. En las elecciones generales de 2011 fue en el segundo puesto de la lista del PSOE por la provincia de Cáceres, siendo elegida diputada y tomando posesión de su escaño el 13 de diciembre de 2011. Es madre de tres hijas.

## Cargos desempeñados
- Consejera de Igualdad y Empleo de la Junta de Extremadura (2007-2011).
- Diputada por Cáceres en el Congreso de los Diputados (2011-2019).